# Votuporanga (microregio)
Votuporanga is een van de 63 microregio's van de Braziliaanse deelstaat São Paulo. Zij ligt in de mesoregio São José do Rio Preto en grenst aan de microregio's Auriflama, Fernandópolis, Nhandeara, São José do Rio Preto en Frutal (MG). De microregio heeft een oppervlakte van ca. 3.198 km². In 2006 werd het inwoneraantal geschat op 135.516.
Negen gemeenten behoren tot deze microregio:
- Álvares Florence
- Américo de Campos
- Cardoso
- Cosmorama
- Parisi
- Pontes Gestal
- Riolândia
- Valentim Gentil
- Votuporanga

Mesoregio's: Araçatuba · Araraquara · Assis · Bauru · Campinas · Itapetininga · Litoral Sul Paulista · Macro Metropolitana Paulista · Marília · Metropolitana de São Paulo · Piracicaba · Presidente Prudente · Ribeirão Preto · São José do Rio Preto · Vale do Paraíba Paulista

Microregio's: Adamantina · Amparo · Andradina · Araçatuba · Araraquara · Assis · Auriflama · Avaré · Bananal · Barretos · Batatais · Bauru · Birigui · Botucatu · Bragança Paulista · Campinas · Campos do Jordão · Capão Bonito · Caraguatatuba · Catanduva · Dracena · Fernandópolis · Franca · Franco da Rocha · Guaratinguetá · Guarulhos · Itanhaém · Itapecerica da Serra · Itapetininga · Itapeva · Ituverava · Jaboticabal · Jales · Jaú · Jundiaí · Limeira · Lins · Marília · Mogi das Cruzes · Mogi-Mirim · Nhandeara · Novo Horizonte · Osasco · Ourinhos · Paraibuna e Paraitinga · Piedade · Piracicaba · Pirassununga · Presidente Prudente · Registro · Ribeirão Preto · Rio Claro · Santos · São Carlos · São João da Boa Vista · São Joaquim da Barra · São José do Rio Preto · São José dos Campos · São Paulo · Sorocaba · Tatuí · Tupã · Votuporanga